# دیدارهای فوتبال ایران و ترکیه
تیم‌های ملی فوتبال بزرگسالان ایران و ترکیه تاکنون ۶ بار در مقابل یکدیگر قرار گرفته‌اند. حاصل این ۶ بازی، ۲ مساوی و ۴ پیروزی برای تیم ملی ترکیه بوده‌است
در این بازیها جمعاً ۱۵ گل به ثمر رسیده‌است که سهم ایران فقط ۲ گل بوده و سهم ترکیه ۱۳ گل می‌باشد.
علاوه بر مسابقات میان تیم‌های ملی دو کشور، چندین بازی بین تیم‌های ایران و ترکیه برگزار شده که در آن یکی از دو تیم با ترکیب باشگاهی یا منتخب در مسابقه حضور یافته‌ و لذا معمولا در آمار دیدارهای رو در روی دو کشور به حساب نمی‌آیند.

## اولین بازی
اولین بازی میان ایران با تیمی از ترکیه در روز ۴ آبان ۱۳۲۶ برگزار شد که تیم ترکیه‌ای در واقع منتخبی از استانبول بود و نه تیم ملی ترکیه اما اولین بازی بین تیم‌های ملی ایران و ترکیه که هر دو تیم با ترکیب اصلی و بزرگسالان خود در آن حضور داشتند در تاریخ هفتم خرداد ۱۳۲۹ در استانبول برگزار شد که ترکیه با حساب ۶ بر ۱ برنده از زمین خارج شد. ضمن این که این بازی، نخستین مسابقه‌ای بود که ایران پس از عضویت در فیفا انجام داد.

## بهترین برد
بهترین برد تیم ملی ترکیه در برابر تیم ملی ایران کسب نتیجه ۶ بر ۱ می‌باشد که در یک بازی دوستانه در تاریخ هفتم خرداد ۱۳۲۹ حاصل شده‌است

## بررسی کلی بازیها
| بردهای ایران | ۰ بازی |             | گل‌های ایران | ۲ گل                             |        | بازی‌های برگزار شده در ایران | ۲بازی |
| مساوی        | ۲ بازی | گل‌های ترکیه | ۱۳ گل       | بازی‌های برگزار شده در کشور بی‌طرف | ۱ بازی |                             |       |
| بردهای ترکیه | ۴ بازی |             |             | بازی‌های برگزار شده در ترکیه      | ۳ بازی |                             |       |
| مجموع بازی‌ها | ۶ بازی | مجموع گل‌ها  | ۱۵ گل       | مجموع بازی‌ها                     | ۶ بازی |                             |       |

## عنوان بازیها
| #   | عنوان بازی | تعداد بازی | برد ایران | برد ترکیه | مساوی |
| --- | ---------- | ---------- | --------- | --------- | ----- |
| ۱   | دوستانه    | ۶          | ۰         | ۴         | ۲     |
| جمع | جمع        | ۶          | ۰         | ۴         | ۲     |

## میزبان و میهمان
- دیدارهای دوستانه غیررسمی لحاظ نشده است.

| بازیهایی که در ایران برگزار شده‌است       | بازیهایی که در ایران برگزار شده‌است | بازیهایی که در ایران برگزار شده‌است | بازیهایی که در ایران برگزار شده‌است |
| تیم                                      | برد                                | مساوی                              | باخت                               |
| ---------------------------------------- | ---------------------------------- | ---------------------------------- | ---------------------------------- |
| ایران                                    | ۰                                  | ۲                                  | ۰                                  |
| ترکیه                                    | ۰                                  | ۲                                  | ۰                                  |
| بازیهایی که در ترکیه برگزار شده‌است       |                                    |                                    |                                    |
| تیم                                      | برد                                | مساوی                              | باخت                               |
| ایران                                    | ۰                                  | ۰                                  | ۳                                  |
| ترکیه                                    | ۳                                  | ۰                                  | ۰                                  |
| بازیهایی که در کشوری بی‌طرف برگزار شده‌است |                                    |                                    |                                    |
| تیم                                      | برد                                | مساوی                              | باخت                               |
| ایران                                    | ۰                                  | ۰                                  | ۱                                  |
| ترکیه                                    | ۱                                  | ۰                                  | ۰                                  |

## فهرست کلی بازیها

### دیدارهای دوستانه رسمی
این جدول نتایج دیدارهایی است که ایران و ترکیه هر دو با تیم‌های ملی اصلی و بزرگسالان خود در مسابقه حضور داشته‌اند.
| # | تاریخ      | عنوان بازیها    | ورزشگاه / شهر                       | عنوان بازیها | گلزنان                                                                      | توضیحات                                                                                             |
| - | ---------- | --------------- | ----------------------------------- | ------------ | --------------------------------------------------------------------------- | --------------------------------------------------------------------------------------------------- |
| ۶ | ۱۳۹۷/۳/۷   | ترکیه ۲–۱ ایران | ورزشگاه باشاک‌شهر فاتح تریم،استانبول | بازی دوستانه | تسون (۶ و ۵۰) **دژاگه (۲+۹۰-پ)                                              | |
| ۵ | ۱۳۴۸/۶/۲۶  | ایران ۰–۴ ترکیه | ورزشگاه ۱۹ مه، آنکارا               | جام اکو ۱۹۶۹ | کونکا(۱۲ و ۲۹) -- بارتو (۳۲) -- کورت (۴۱)                                   | |
| ۴ | ۱۳۴۶/۹/۵   | ایران ۰–۱ ترکیه | داکا، بنگلادش                       | جام اکو ۱۹۶۷ | گوزلیرماک (۷۰)                                                              | |
| ۳ | ۱۳۴۴/۱۲/۲۵ | ایران ۰–۰ ترکیه | ورزشگاه امجدیه، تهران               | جام اکو ۱۹۶۵ | -                                                                           | بازی تکراری جام اکو ۱۹۶۵                                                                            |
| ۲ | ۱۳۴۴/۵/۳   | ایران ۰–۰ ترکیه | ورزشگاه امجدیه، تهران               | جام اکو ۱۹۶۵ | -                                                                           | این بازی به دلیل قطع برق ورزشگاه در دقیقه ۸۵ متوقف شد و ناتمام باقی ماند و مقرر در آینده تکرار شود. |
| ۱ | ۱۳۲۹/۳/۷   | ترکیه ۶–۱ ایران | ورزشگاه مدحت پاشا، استانبول         | دوستانه      | خلیلی (۳) ** اکین (۱۶ و ۳۸ و ۳۹) – درینگور (۲۱ و ۸۷) – کوچوکاندونیادیس (۴۸) | |

### دیدارهای دوستانه غیر رسمی
این جدول نتایج دیدارهایی است که یکی از دو تیم ایران و ترکیه، با تیمی منتخب یا باشگاهی در مسابقه حضور داشته‌اند که معمولا در آمار دیدارهای رو در روی دو تیم لحاظ نمی گردد.
| # | تاریخ      | عنوان بازیها             | ورزشگاه / شهر  | عنوان بازیها     | گلزنان                                     | توضیحات                                                           |
| - | ---------- | ------------------------ | -------------- | ---------------- | ------------------------------------------ | ----------------------------------------------------------------- |
| ۷ | ۱۳۵۲/۱۰/۳۰ | ملوان ایران ۰–۱ ترکیه    | کراچی، پاکستان | جام اکو ۱۹۷۴     | سینان                                      | باشگاه فوتبال ملوان به نمایندگی از ایران در این مسابقه حضور یافت. |
| ۶ | ۱۳۴۹/۶/۲۰  | ایران ۱–۱ منتخب ترکیه    | امجدیه، تهران  | جام اکو ۱۹۷۰     | مهدی حاج‌محمد (۷۰) ** عبدالله جوهوروزو (۲۶) | ترکیب تیم ترکیه به طور کامل متشکل از بازیکنان زیر ۲۳ سال بود.     |
| ۵ | ۱۳۴۴/۳/۳   | ایران ۲–۱ منتخب ترکیه    | امجدیه، تهران  | دوستانه غیر رسمی |                                            |                                                                   |
| ۴ | ۱۳۴۴/۳/۱   | ایران ۱–۲ منتخب ترکیه    | امجدیه، تهران  | دوستانه غیر رسمی |                                            |                                                                   |
| ۳ | ۱۳۲۹/۳/۱۳  | ایران ۲–۲ منتخب آنکارا   | آنکارا         | دوستانه غیر رسمی | حسین مبشر – مسعود برومند                   |                                                                   |
| ۲ | ۱۳۲۶/۸/۶   | ایران ۱–۱ منتخب استانبول | امجدیه، تهران  | دوستانه غیر رسمی | مسعود برومند                               |                                                                   |
| ۱ | ۱۳۲۶/۸/۴   | ایران ۱–۳ منتخب استانبول | امجدیه، تهران  | دوستانه غیر رسمی | مسعود برومند                               |                                                                   |

## گلزنان
*گلزنان دیدارهای رسمی لحاظ شده است

### گلزنان ایران
- ۱ گل: امیر خلیلی - اشکان دژآگه

### گلزنان ترکیه
- ۳ گل: ریها اکین
- ۲ گل: جنک تسون - هالیت درینگور - اندر کونکا
- ۱ گل: نوزات گوزلیرماک - لفتر کوچوکاندونیادیس - جان بارتو - متین کورت